# Ripple Rock
Ripple Rock est une montagne sous-marine située dans le Seymour Narrows du Passage Discovery en Colombie-Britannique au Canada.
Le Ripple Rock avait à l'origine deux pics (2,74 mètres et 6,4 mètres sous la surface à marée basse) qui produisaient de grands tourbillons dangereux à cause des forts courants de marée qui les entouraient à marée basse. Les navires transitant par le détroit préféraient attendre l'étale de la marée pour contourner le rocher en toute sécurité.
La nature dangereuse de la roche a incité le gouvernement canadien à enlever le sommet de la montagne lors d'une explosion contrôlée le 5 avril 1958. L'événement a été l'une des premières émissions télévisées en direct d'un océan à l'autre d'un événement au Canada et a été désigné événement historique national (Events of National Historic Significance (en)) au Canada.

## Histoire
Le rocher est relevé pour la première fois par George Vancouver en 1791,. Un certain capitaine Richards lui donne son nom actuel en 1862 car ses sommets étaient alors à peu près au niveau de la mer et formaient une onde stationnaire proéminente dans le courant rapide de marée du détroit.
Le premier grand navire connu à devenir la proie de Ripple Rock est le vapeur à roues latérales Saranac en 1875, alors qu'il se dirigeait vers le nord en Alaska. Au moins 20 grands navires et 100 plus petits ont été gravement endommagés ou coulés entre cette date et 1958. Au moins 110 personnes se sont noyées dans ces accidents.

### Premières propositions de démolition
Dans les années 1860, un plan est lancé pour relier l'île de Vancouver au continent à la baie Bute, en utilisant Ripple Rock comme support intermédiaire pour le pont. Ce plan s'est poursuivi au fil des ans et a provoqué une opposition politique à la destruction de Ripple Rock, jusqu'à ce qu'il soit décidé de détruire le rocher pour améliorer la sécurité des marins.
Dès 1931, une commission maritime recommande d'enlever Ripple Rock, mais ce n'est qu'en 1942 que le gouvernement autorise les tentatives de l'enlever et publie le premier contrat pour le faire.

### Premières tentatives
Les premières tentatives de pose de charges explosives sur Ripple Rock sont faites avec des barges de forage flottantes dans le but de faire exploser en morceaux la roche. Le tout premier essai, en 1943, est sécurisé par six câbles d'acier de 3,8 cm attachés à des ancres qui pèsent au total 998 tonnes métriques. Cette approche est abandonnée lorsqu'un câble se rompt en moyenne toutes les 48 heures.
En 1953, le Conseil national de recherches Canada commande une étude de faisabilité sur l'idée de planter une grosse charge explosive sous les pics en forant des puits verticaux et horizontaux à partir de Maude Island (en). Sur la base de l'étude, cette approche est recommandée. Dolmage and Mason Consulting Engineers (en) sont retenus pour planifier le projet, et trois entreprises, Northern Construction Company, JW Stewart Limited et Boyles Brothers Drilling Company, obtiennent le contrat, qui coûte plus de 3 millions de dollars canadiens.
Bien qu'elle ne soit pas prévue comme un test à des fins d'armes nucléaires, cette grande explosion souterraine à Ripple Rock intéresse les scientifiques des armes nucléaires de l'Atomic Weapons Establishment du Royaume-Uni à Aldermaston, qui envoie une délégation au Canada et met en place divers instruments de surveillance pour enregistrer les données de l'explosion,,.

### Destruction
Entre novembre 1955 et avril 1958, une opération organisée en trois équipes impliquant en moyenne 75 hommes, officie pour construire 150 mètres de puits vertical depuis Maude Island, 720 mètres de puits horizontal jusqu'à la base de Ripple Rock, et deux puits verticaux principaux dans les pics jumeaux, à partir desquels des puits sont forés pour les explosifs. Le contrat est attribué à deux entreprises pour 2 639 000 $. Au moment du contrat, il est estimé que les tunnels et les puits ne seraient achevés qu'en 1957 ou 1958. 1 270 tonnes métriques d'explosif Nitramex 2H sont placées dans ces puits, estimées à dix fois la quantité nécessaire pour une explosion similaire au dessus de l'eau.
L'explosion a lieu à 9 h 31 min 02 s le 5 avril 1958. 635 000 tonnes métriques de roche et d'eau sont déplacées par l'explosion, crachant des débris à au moins 300 mètres dans les airs qui retombent sur terre de chaque côté du détroit. L'explosion augmente le dégagement à marée basse d'environ 14 mètres. Après cela, les deux pics sont mesurés à 13,7 m et 15,2 m de profondeur.

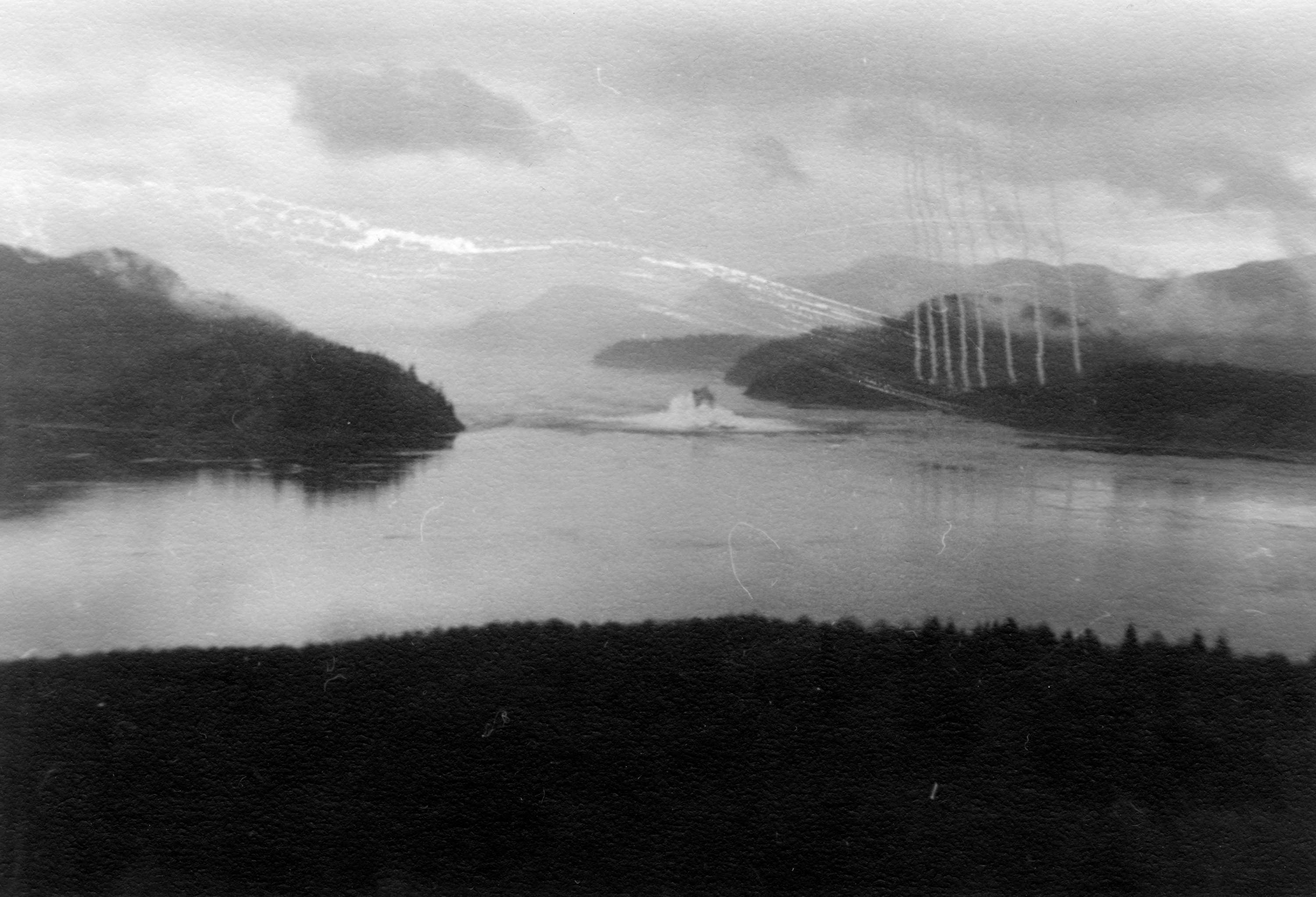
L'explosion brise la surface de l'eau immédiatement après la détonation.
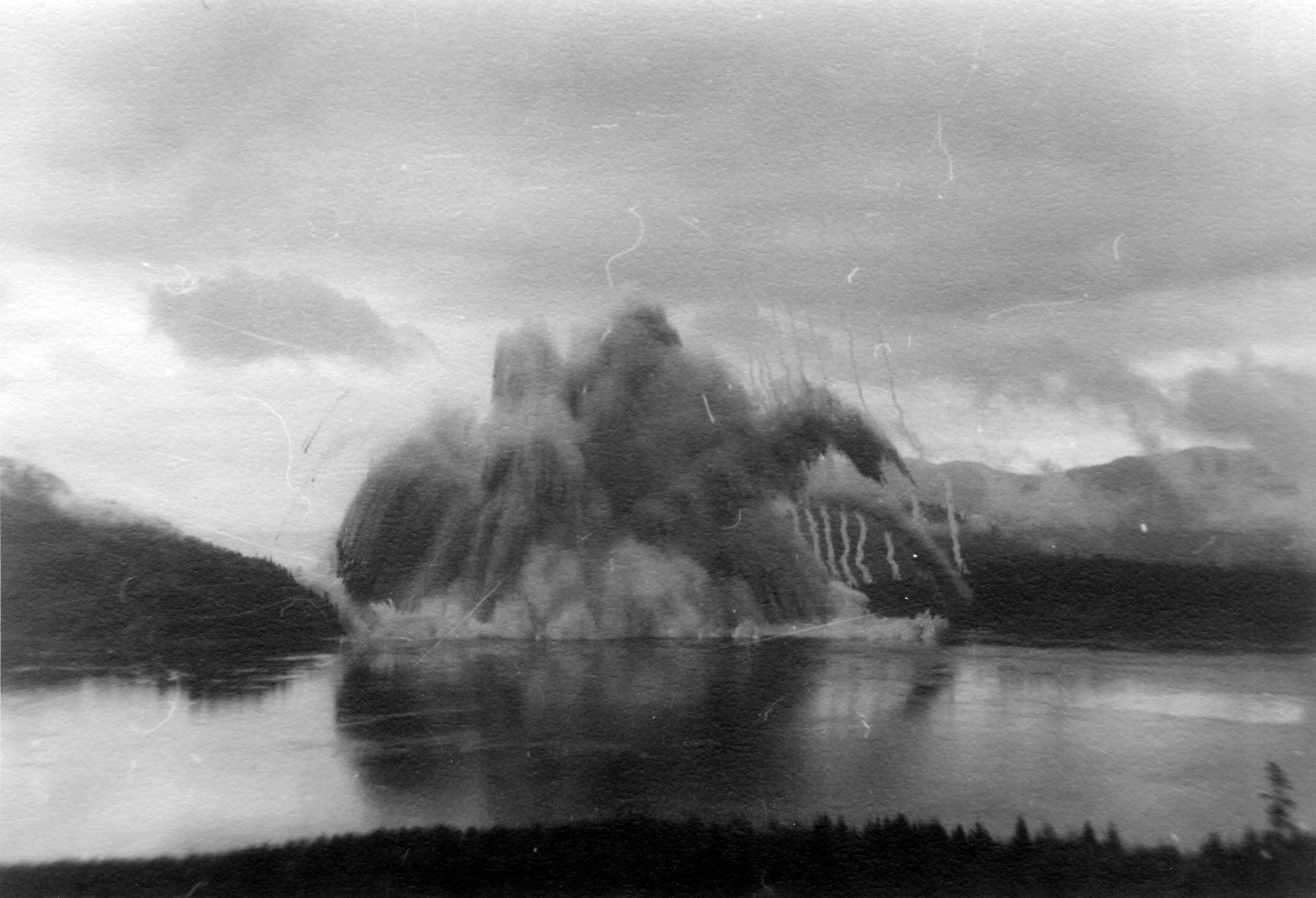
Les débris sont éjectés alors qu'un nuage de poussière s'étend sur Seymour Narrows.